# Josef František Hurdálek
Josef František Hurdálek (6. listopadu 1747, Náchod – 27. prosince 1833, Praha) byl 9. litoměřický biskup v letech 1815–1822.

## Studium a kněžské začátky
Narodil se v rodině chudého pláteníka ve východočeském Náchodě. Jeho vrozené nadání a energii ocenil již při nástupu do školy místní kaplan a projevil mimořádnou péči, aby se všeobecný talent chlapce co nejvíce uplatnil. Zvláštní péči proto věnoval soukromému vyučování latiny, aby nadaný žák mohl být přijat do latinské školy v nedalekém Kladsku. Výsledky studia mladého Hurdálka byly tak znamenité, že byl bez problémů přijat na filozofii u jezuitů na Novém Městě Pražském (1767–1771). Svůj kladný vztah k latině a k celkovému klasickému vzdělání doplnil ještě zájmem o matematiku; oblíbil si též starořímské klasiky. Po ukončení filozofie dosáhl bakalářské hodnosti a brzy se stal i mistrem svobodných umění. Pro své vzdělání a pedagogické vlohy byl 29. června 1771 ve věku 24 let jmenován hlavním prefektem v královéhradeckém kněžském semináři. Na kněze byl vysvěcen 21. září 1771 v Praze a primici slavil v rodném Náchodě.
Držitel náchodského panství kníže Josef Parilla de Piccolomini  (1751–1783) mu nabídl místo zámeckého kaplana a vychovatele svých dětí. Výsledky Hurdálkova působení byly tak znamenité, že byl požádán, aby převzal funkci hlavního prefekta „Tereziana“, ústavu pro vzdělání šlechticů ve Vídni. Zde se věnoval studentům zejména v matematice a ve filozofii. Matematika měla v ústavu významné postavení, protože ji tam vyučoval znamenitý profesor Mako de Karekede. Díky svým hlubokým znalostem matematiky se měl Hurdálek dokonce stát nástupcem profesora Maka. Když se nově jmenovaný královéhradecký biskup Josef Adam hrabě z Arco (pocházející z Jižních Tyrol), který měl značné ambice, a proto zde působil pouze pět let, snažil získat do kurie co nejkvalitnější kněze, povolal hned na počátku svého episkopátu právě Hurdálka, aby se stal jeho biskupským sekretářem a ceremoniářem. Záhy nato byl Hurdálek jmenován radou konzistoře a představeným semináře. Protože i v severovýchodních Čechách se v té době šířily náboženské nepokoje, jmenoval biskup Arco Hurdálka děkanem v Novém Městě nad Metují. Jeho tamní působení spojené s pastorací přivedlo zpět do katolické církve řadu odpadlíků. Hurdálek jako přesvědčený vlastenec a osvícenec odmítl nabízené kanonikáty v Českých Budějovicích a v rakouské diecézi Seckau (v níž Arco již od roku 1781 působil jako biskup), neboť považoval za svou povinnost pracovat ve prospěch církve a národa v rodných Čechách.

## Rektor semináře
V souvislosti s probíhající velkou školskou reformou v monarchii byla Hudálkova pastorační činnost vysoce oceňována. Stal se představeným pražského generálního semináře, ale 11. listopadu 1785 byl přeložen jako rektor teologických studií do Vídně. Zde pracoval až do jejich zrušení v roce 1790. Pak se vrátil opět do Prahy a působil zde v teologickém ústavu. Svou činnost a zájmy dále rozšiřoval. Zapojil se například do některých osvícenských akcí českých obrozenců. Zde prosadil i řadu reforem, které byly na jedné straně vysoce oceňovány, na druhé straně však vzbudily podezření a intriky. Láska k hudbě ho dovedla i k seznámení se s W.A. Mozartem, když pobýval v Praze. Hurdálkovi se dokonce podařilo uspořádat přímo v semináři zvláštní koncert mozartovských skladeb. Když přijel císař Josef II. do Prahy, přikázal, aby se k němu Hurdálek dostavil a osobně vysvětlil a bránil své obrozenecké a osvícenské názory. Hurdálek se přitom snažil naklonit císaře, aby podpořil jeho dobrého přítele Josefa Dobrovského ve funkci vicerektora. Toho však nedosáhl.

## Funkce v litoměřické kapitule
Po zrušení generálních seminářů roku 1790 odešel Hurdálek na penzi a bydlel v Praze. Teprve 8. listopadu 1794 ve věku 47 let ho císař Leopold II. jmenoval děkanem litoměřické kapituly. V Litoměřicích brzy našel Hurdálek nové přátele, s nimiž úzce spolupracoval. Po smrti biskupa Kindermanna roku 1801 volila katedrální kapitula Hurdálka kapitulním vikářem s přesvědčením, že bude následně jmenován novým litoměřickým biskupem. Proto bylo k dosavadním čtyřem kandidátům na biskupskou hodnost dodatečně připojeno i jeho jméno. Vše ale dopadlo jinak. Spojená dvorská komise navrhla na biskupský stolec Aloise Josefa Kolovrata-Krakovského, císař František II. však nakonec do Litoměřic jmenoval pražského světícího biskupa Václava Leopolda Chlumčanského z Přestavlk. Hurdálek tuto skutečnost nesl velice těžce a cítil se i poškozen, protože v důsledku jmenování nového biskupa byla jeho funkce generálního vikáře zrušena a zastával opět pouze funkci děkana kapituly. Jak Chlumčanský, tak Hurdálek byli přesvědčení čeští vlastenci, ale ideově se rozcházeli. I jejich osobní vztahy byly velice chladné, převážně služební a formální. Hurdálek stále cítil velkou křivdu, až upadl do deprese. Záchranou se mu tehdy stala modlitba a další studium církevních řeckých a latinských klasiků. Začínal se též zajímat o filozofii Imannuela Kanta.
Biskup Chlumčanský byl 14. května 1815 povolán z Litoměřic na pražský arcibiskupský stolec, který byl již delší dobu prázdný. Hurdálek byl proto opět jmenován kapitulním vikářem. Vedení litoměřické diecéze se ale ujali jeho osobní nepřátelé. Proto se ve funkci neudržel a novým kapitulním vikářem se místo něj stal jednak kanovník František Piller, praesses konzistoře, zásadní nepřítel obrozenectví, osvícenství a bolzanismu, a jednak kanovník Antonín Hirnle, excisterciák a tvrdý germanizátor. Obě jmenování záhy vzbudila značnou pozornost a odpor mezi českými obrozenci a bolzanisty.

## Litoměřický biskup

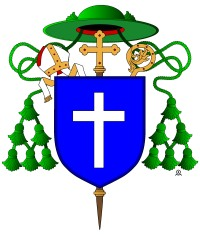
Biskupský litoměřický znak Josefa Františka Hurdálka

Císař František II. proto nakonec litoměřickým biskupem jmenoval přece jen Hurdálka. Jeho nominaci schválil papež Pius VII. 18. prosince 1815 a arcibiskup Chlumčanský ho v Praze konsekroval. Slavnostní intronizace se uskutečnila v litoměřické katedrále v den jeho jmenin 19. března 1816. Hurdálkovo jmenování čeští vlastenci přijali s nadšením. Svědčí o tom jak tehdy osvícenské, tak bolzanistické kruhy, např. Josef Jungmann a jeho spolupracovník a přítel Antonín Marek, libuňský jemnostpán. Jungmann dokonce Markovi napsal, že Hurdálek je „mudrc to pravý, všecek výborný“. Hurdálek byl znám jako přesvědčený humanista hlasatel mravnosti a v neposlední řadě jako nábožensky tolerantní osobnost. Byl hluboce věřícím katolíkem, např. ve svém prvním pastýřském listu seznamoval své diecezány, jaký by měl být biskup. Toto prohlášení působilo i na protestanty. Dokonce saský dvorní kazatel dr. Ammon gratuloval protestantům v litoměřické diecéze, že mají nyní důstojného ochránce a katolická církev „mimořádnou ozdobu“. Nový litoměřický biskup byl nadále činný nejen vědecky a pedagogicky, ale i literárně. V Hradci Králové pak vyšlo roku 1824 Hurdálkovo „Mravné vypravování a povídačky pro malé i dospělé“, pod pseudonymem M. A. Keladruh. Podporoval vzdělávání mladých aspirantů kněžství, a proto rozhodl, aby se výnos z pivovaru v Třebouticích používal k rozšíření seminární knihovny. Kléru pak připomínal význam trvalého vzdělávání.

## Bolzanisté
V diecézi si postupně vybudoval sbor svých poradců, kteří ovšem byli myšlenkově pod vlivem Bernarda Bolzana. Především to byl teprve 27letý Michal Josef Fessl, spirituál a přísedící konzistoře, který vyučoval církevní právo a dějiny. V semináři dále přednášeli: biblistiku Anton Krombholz, morálku Werner a pastorálku Vincenc Zahradník (ten ji převzal po kanovníku Faulhaberovi povolaném do Vídně). Skupina bolzanistů pod vedením Fessla založila tajný spolek. To vzbudilo nevoli a podezření vládních kruhů. Na biskupa Hurdálka a pražského arcibiskupa Chlumčanského se proto obrátil vídeňský nuncius s žádostí o bližší informace o situaci v Litoměřicích. Jejich odpověď ho v podstatě uspokojila a přesvědčila, že žádné nebezpečí nehrozí. O Fesslově skupině podával zprávy bývalý rektor semináře Faulhaber a Hirnle, a to především císařskému dvornímu faráři Jakubu Frintovi. Ve Vídni tak vzrůstala obava z možného šíření deismu a z nebezpečí plynoucího ze spojení s „tajnými filantropickými společnostmi“. Všechny tyto informace vedly nakonec k prošetřování přímo v semináři a biskup Hurdálek byl povinen udělit Fesslovi důtku, aby ho zachránil. Nakonec však byla ustanovena státní vyšetřovací komise v jejímž čele stál dvorní farář Jakub Frint a jejími členy byli císařský lékař Stifft a referent pro církevní záležitosti Lorenz. Po ukončení vyšetřování vypracoval Stifft celkové velice tvrdé obvinění, v němž Fessla označil za svůdce mládeže a zločince. Podle podaného návrhu měl být dopraven k dalšímu vyšetřování přímo do Vídně. Proto 11. února 1820 přijel do litoměřického semináře policejní komisař Strobel s doprovodem. Mezitím byly místnosti vyučujících v semináři prohlédnuty, zvláště pak Fesslova, Wernerova a Krombholzova a zabaveny všechny nalezené písemnosti a knihy, které následně Frint prostudoval. K výslechu se museli dostavit i seminaristé a členové tajného spolku. Zpráva z vyšetřování nakonec došla k závěru, že šlo o vyvrácení křesťanství a zničení náboženství, aby mohla být připravena politická revoluce.
Biskup Hurdálek později řekl svému pozdějšímu nástupci Hillemu, že se s obžalovanými nezacházelo nestranně a spravedlivě, ale zaujatě. Podle něj neměl tajný spolek politické cíle, snažil se jen šířit, upevňovat a zdokonalovat mravní a vědecké vzdělání svých členů. Ve Vídni byl Fessl pět let vězněn v separaci vídeňského kláštera servitů, po propuštění ve Vídni žil do konce života. Císař František I. zaslal 10. ledna 1821 z Lublaně „vlastnoruční“ dopis biskupu Hurdálkovi, v němž ho obvinil z malověrnosti a z toho, že straní osvícenství. Hurdálek musel vyhlásit zástupcem biskupství svého velkého nepřítele kanovníka Faulhabera, který byl zároveň jmenován rektorem semináře. Biskup se nyní dočkal četných příkoří a urážek. To vše samozřejmě působilo i na řadu duchovních v litoměřické diecézi. Proto roku 1821 napsal Hurdálek pastýřský list, v němž dokazuje svou víru a čistotu. V témže roce slavil 50 let svého svěcení, které připomněl v kostele ve Stvolínkách jubilejní mší svatou. Zúčastnilo se jí pouze dvanáct kněží, kapitula, město Litoměřice ani státní úřady na tuto slavnost nevyslaly žádného zástupce. Prakticky již bylo rozhodnuto o jeho dalším osudu.

## Rezignace
Na příkaz papežské kurie požádal vídeňský nuncius Paolo Leardi císaře, aby vyzval Hurdálka k rezignaci. Snahy zmírnit tento tvrdý postup přidělením koadjutora však biskup odmítl a sám písemně požádal o rezignaci. Císař jeho rezignaci přijal. Hurdálek tak 24. října 1822 sdělil, že podle vůle papeže a císaře pro své stáří a nemoc rezignuje na litoměřické biskupství. Duchovenstvu v diecézi to oznámil zvláštním listem, který dokládá, jak ušlechtilým duchovním Hurdálek byl. Řada kněží projevila lítost nad jeho odchodem a později dala vyhotovit jeho portrét s připojeným textem („Non enim ego sum qui partes meas aut negligam aut ignoram“). Jako emeritní biskup se 14. října 1823 odstěhoval do Prahy, do domu č.p. 285 na Karlově náměstí a dostal roční penzi 4 tisíce zlatých. Ještě v témže roce byl novým litoměřickým biskupem jmenován Eduard Milde. Po svém nástupu osobně navštívil penzionovaného Hurdálka, aby mu poděkoval za vše, co pro diecézi udělal. Jeho díky patřily Hurdálkovi za doporučení na místo litoměřického biskupa. Milde při rozhovoru vyjádřil vděk i za to, v jakém stavu litoměřickou diecézi našel a jak jsou její duchovní horliví a svědomití.

## Satisfakce
Dodatečně se dostalo biskupu Hurdálkovi zadostiučinění přímo od císaře, když se dozvěděl o intrikách souvisejících s jeho rezignací. Císař mu totiž vytkl, že ho jeho rezignace překvapila a uvedla do rozpaků. Hurdálek odpověděl, že přece rezignoval právě na císařovu žádost. Tak se ukázalo, že tvrdou výstrahu, kterou Hurdálek dostal, ve skutečnosti sepsal dvorní farář Frint. Obsahovala výhrůžku, že pokud se biskup Hurdálek nevzdá biskupské hodnosti, bude skandálně a bolestně sesazen. Tak se dodatečně prozradilo, že to byl právě Frint, kdo přiměl Hurdálka jménem císaře k rezignaci. V Praze žil Hurdálek v klidu a velice ho těšila oddanost, kterou mu při každé vhodné příležitosti duchovní litoměřické diecéze prokazovali. Zároveň stále ještě pilně studoval, především církevní literaturu. Když oslavil osmdesátiny, napsal a do svého breviáře složil vlastnoruční latinský distich, který česky zní: „Když naplníš osmdesát roku života, přestaň se učit tomu, co ti bylo milé a uč se umírat.“ Biskup Hurdálek se dožil 86 let a zemřel po šestitýdenní bolestné nemoci 27. prosince 1833. Byl pochován na Malostranském hřbitově v Košířích, kde mu jeho přítel Schneider postavil pomník. Roku 1890 bylo dodatečně splněno Hurdálkovo poslední přání, aby byl pohřben v rodném Náchodě. Na stěně náchodského hřbitovního kostela sv. Jana Křtitele tak dodnes připomíná mramorová deska jeho památku. Josef František Hurdálek patří bezesporu mezi nejvýznamnější litoměřické biskupy a svou činností byl znám v celé střední Evropě (monarchie a Německo) a ve Francii. Tragédie biskupa Hurdálka měla nejen široký ohlas, ale zároveň ukázala na současnou situaci v tomto regionu v době tvrdého absolutismu.